# Альберто, Нели Карла
Нели Карла Альберто Франсиско (исп. Nely Carla Alberto Francisco; род. 2 июля 1983, Сан-Себастьян, Страна Басков) — испанская гандболистка кабо-вердинского происхождения, играющая на позиции полусредней (правой и левой); бронзовый призёр Олимпийских игр 2012 года и чемпионата мира 2011 года.

## Карьера

### Клубная
Воспитанница клуба «Викар Гойя» из Альмерии. До 2012 года выступала за испанские «Бера-Бера», «Ла Унион Рибарроха» и «Ичако», а также за французский «Гавр». В 2012 году перешла в клуб «Флери», с которым выиграла Кубок Франции в 2014 году. Летом 2014 покинула клуб и перешла в «Мио Бигано-Бегль», с которым заключила контракт на два года. Осенью 2015 года после банкротства клуба ушла в «Брест» из второго французского дивизиона, выиграв второй дивизион и перейдя в «Шамбре-Турен» перед сезоном 2016/2017.

### В сборной
В составе сборной Альберто дебютировала на чемпионате мира в Китае в 2009 году. Является бронзовым призёром чемпионата мира 2011 года и Олимпийских игр 2012 года.

## Достижения

### Клубные
- Чемпионка Испании: 2009, 2010
- Серебряный призёр чемпионата Франции: 2013
- Победительница второго дивизиона Франции: 2016
- Победительница Кубка Франции: 2014, 2016
- Финалистка Кубка французской лиги: 2014, 2015
- Победительница Кубка ЕГФ: 2009
- Победительница Кубка вызова: 2012, 2015

### В сборной
- Бронзовый призёр Олимпийских игр: 2012
- Бронзовый призёр чемпионата мира: 2011